# Gregorio Aguirre García
Gregorio María Aguirre García (La Pola de Gordón, León, 12 de marzo de 1835–Toledo, 10 de octubre de 1913) fue un religioso franciscano español que llegó a ser cardenal de la Iglesia romana y arzobispo primado de Toledo.

## Biografía
Nació el 12 de marzo de 1835 en Pola de Gordón, en la Provincia de León. Hijo de don Tomás Aguirre y de doña Anastasia García. Estudió en el Colegio de San Antonio de La Pola, luego en el Seminario de León, donde cursó estudios filosóficos y teológicos, ingresando después en la orden franciscana, cuyo hábito vistió por primera vez en 1856. Continuó su educación en el Colegio de Pastrana. Profesó en 1857.
Fue ordenado sacerdote a finales de septiembre de 1859 por el cardenal Cirilo de Alameda y Brea, arzobispo de Toledo. Celebró su primera misa el 4 de octubre siguiente. Fue profesor y rector de varias Escuelas Teológicas de su Orden en España y en las Filipinas: lector de filosofía, 1860-1863; y de Teología, 1863-1879. rector de las Escuelas de Consuegra (1867-1870), Pastrana (1870-1876), Almagro (1878) y Puebla de Montalbán (1881). En 1884 fue nombrado penitenciario de San Juan de Letrán, en Roma, pero nunca tomó posesión del cargo.
Fue nombrado obispo de Lugo el 27 de marzo de 1885. Su consagración episcopal tendría lugar el 21 de junio de 1885 en la Iglesia de San Fernando (frailes pilaristas) de Madrid, presidida por Mariano Rampolla del Tindaro, arzobispo titular de Eraclea di Europa y nuncio en España; asistido por Benito Sanz y Forés, arzobispo de Valladolid, y por Tomás Jenaro de Cámara y Castro, obispo de Salamanca. 
Será senador de España en la época de la Segunda Restauración, primero entre 1893-1895 (como senador designado por el arzobispado de Santiago de Compostela), y luego desde 1902 hasta su muerte (como senador por derecho propio). El 21 de mayo de 1894 será promovido a la sede arzobispal de Burgos. A partir del 2 de diciembre de 1899 será, además, administrador apostólico de Calahorra-La Calzada.
Será creado cardenal por Pío X en el consistorio del 15 de abril de 1907. Recibirá el capelo y el titulus de San Juan de la Puerta Latina el 19 de diciembre de 1907. El 29 de abril de 1909 será trasladado a la sede primada de Toledo y será nombrado patriarca de las Indias Occidentales. Actuará como legado papal en el Congreso Eucarístico celebrado en Madrid el 5 de junio de 1911.
Falleció en Toledo el 10 de octubre de 1913. Está enterrado en la Catedral Metropolitana.